# Буготак (группа)
Бугота́к — сибирская группа, играющая фолк-рок и этническую музыку. Самоопределение стиля: современная сибирская музыка на основе традиций коренных народов. Название группы имеет северо-тюркские корни: «пуга» — бык и «таг» — гора. Бык-гора — одиноко стоящая в степи сопка, заметная с большого расстояния. Недалеко от Новосибирска (около 60 км по железной дороге Новосибирск-Кемерово) также существует село и железнодорожная станция Буготак, расположенное при впадении одноимённой реки в Иню.

## История
Альбом «Колёса должны вращаться», 2009
Музыкальные композиции под авторством «Буготак» стали появляться в Интернете с 1998 года. В 2004 году коллектив официально объявил о своём существовании, что ознаменовалось рядом успешных концертов в Новосибирске и соседних городах, участием в фестивалях «Саянское кольцо», «Живая вода» и других. Композиции группы используются в серии анимационных фильмов «Гора самоцветов» Большой анимационной студии «Пилот» (режиссёр Андрей Кузнецов): «Как обманули змея» (2004) и другие.
На международном фестивале-конкурсе «Эпосы, легенды, сказания народов мира», проводившемся в Улан-Удэ с 1 по 10 июля 2006 года, новосибирская рок-группа «Буготак» победила в номинациях «Фольклорная группа» и «Этно-бард» среди профессиональных коллективов.
В 2009 году вышел альбом «Колёса должны вращаться». В композиции «Макарий Лыков» из этого альбома рассказывается о «приключениях былинного сибирского партизана-сепаратиста, старовера-масона Макария Лыкова из села Малые Шиши». В рецензии на этот последний альбом группы отмечено, что по сравнению с предыдущими работами музыка стала более живой и уверенной, более профессиональной и ещё более самобытной. Также в сибирском фолк-роке отмечают широкий диапазон инструментов и направлений (горловое пение, варган, гитарные риффы, психоделика), наличие вдумчивого текста.
В 2009 году группа активно гастролировала по России, став хедлайнером фестивалей «Вселенский этно-шабаш» (Екатеринбург) и «Фолк-безумие» (Пермь).
В 2010 году группа и её лидер Саян вновь объездили всю Россию, неоднократно выступив в Москве, Санкт-Петербурге, Екатеринбурге и других городах (хедлайнер фестивалей «От Ыры», «Рок-этно-стан», «Тундик» и др.).
Осенью 2010 года концертная деятельность была приостановлена на неопределенный срок Архивная копия от 7 марта 2022 на Wayback Machine.

«Буготак» оказался неинтересен широкой «окультуренной» аудитории. Нет, я знал, как до неё пробиться. Надо было заменять смыслы на псевдосмыслы, играть на тонких расслабленных эмоциях (in the blue), быть немного клоунами и поддерживать в слушателях ощущение их превосходства. И если последние два пункта — вещи прикладные и в принципе приемлемые, то презентовать расслабленные псевдосмыслы я не хотел совершенно. Это противоречило всем причинам, целям и смыслам существования «Буготака».
— Из интервью с Георгием Андрияновым (2014 год)

## Язык песен
В песнях группы можно услышать языки разных народов. В частности, в последнем альбоме «Колёса должны вращаться» (2009), по сообщению самих музыкантов, используются такие языки и говоры, как: русский, архаичный алтайский, чолдонска поговорка, кузнецко-татарский.

## Состав

### Текущий состав
- Георгий «Саян» Андриянов — программирование, гитары, вокал, горловое пение (стили: дзарин, каргыраа, эзенлигер, хоомей), топшур, казахская домбра, игиль, хомус, флейта лимби, клавишные, дьэнкелкэмдивун
- сессионные музыканты

### Музыканты, игравшие в группе в разное время
- Владимир «Биг» Глушко — ударные, перкуссия, семплер
- Тарас Абламский — бас
- Дмитрий «Петрович» Ржаницын — перкуссия, ударные
- Дмитрий Швецов — ударные, тюнгур, гитара, домбра
- Татьяна Романова — вокал, гитара, хомус
- Евгений Демьянов — гитары, топ-шур
- Егор Колесников — гитары, хомус
- Даниил Бублиевский — гитары, блок-флейта, китайская флейта, вокал
- Артём Шеховцов — вокал
- Сергей Крюковский — вокал, бас, гитары, перкуссия
- Кирилл Клюкин — вокал, бас

## Дискография
- «Siberian Tales» (2005, Panfiloff Music[7])
- «Каверлар» (2006, бесплатная интернет-версия)
- «Человек из Тайги» (2007, Panfiloff Music)
- «Колёса должны вращаться» (2009, по лицензии cc-by)

### Альбомы
| № | Год выпуска | Название                  | Лейбл                    | Комментарий |
| - | ----------- | ------------------------- | ------------------------ | --- |
| 1 | 2005        | «Siberian Tales»          | Panfiloff music          | Акустический альбом, состоящий из авторских песен и фольклора народов Сибири, в т.ч. материалов коллекции проф. Ю.И.Шейкина |
| 2 | 2006        | «Каверлар»                | Свободный интернет-релиз | Обработки рок-хитов с использованием традиционных инструментов сибирских народов                                            |
| 3 | 2007        | «Человек из тайги»        | Panfiloff music          | Этно-рок. В альбом вошло несколько композиций раннего периода (Человек из тайги, Охота на рыбу из лука)                     |
| 4 | 2009        | «Колёса должны вращаться» | Under Pine Records       | Этно-рок. Название альбома - одноименная песня Бермуда, буддиста из с.Аскат, респ. Алтай                                    |

## Музыка в мультфильмах
- 2004 — «Как обманули змея» (Гора самоцветов)
- 2006 — «Непослушный медвежонок» (Гора самоцветов)
- 2006 — «Ворон-обманщик» (Гора самоцветов)
- 2010 — «Пумасипа» (Гора самоцветов)